# الملحاء (جازان)
قرية الملحاء أو المَلْحا، إحدى قرى منطقة جازان وهي قرية سكنية تابعة لبلدية محافظة صبيا جنوب غرب المملكة العربية السعودية، تبعد 20 كم باتجاه الشمال الغربي من مدينة صبيا.

## الموقع
تقع قرية الملحاء على ضفاف وادي بيش الذي يحدها من الغرب، وتبعد حوالي ستون كيلومترا بالاتجاه الشمالي الشرقي من مدينة جازان، عند خط طول 42 درجة وخط العرض 17 درجة.

## انظر ايضاً
- صبيا
- أبو القعايد
- حلة السادة
- جر مسعود

## وصلات خارجية
- بيانات المجلس البلدي من الأمانة العامة لشؤون المجالس البلدية.
- حصر الخدمات بالمدن والقرى بمنطقة جازان.
- دليل الخدمات بمنطقة جازان.
- مصلحة الإحصاءات العامة والمعلومات.